# Mike Rogers
Michael J. Rogers (Livonia, Míchigan, 2 de junio de 1963) es un político estadounidense y exagente de la ley que se desempeñó como representante de los Estados Unidos para el 8.º distrito Congresional de Míchigan de 2001 a 2015. Miembro del Partido Republicano, fue presidente del Comité Selecto Permanente de Inteligencia de la Cámara de Representantes de los Estados Unidos.
Después de retirarse de la Cámara de Representantes de los Estados Unidos, CNN contrató a Rogers como su experto en noticias de seguridad nacional. También se desempeñó como productor ejecutivo del programa de CNN Declassified: Untold Stories of American Spies.
Rogers es candidato en las elecciones al Senado de los Estados Unidos de 2024 en Míchigan, cuyas primarias se realizarán el 6 de agosto.

## Primeros años y carrera
Rogers nació en Livonia, Míchigan, hijo de Joyce A. y John C. Rogers. Se graduó en el Adrian College de Adrian, Míchigan, en 1985, donde egresó con una licenciatura en justicia penal y sociología. Rogers sirvió en el ejército de los Estados Unidos de 1985 a 1989.
Rogers forma parte del Comité Asesor Técnico y de Seguridad de Telefónica y es miembro de la junta directiva de IP3 International.

### Carrera policial
Trabajó como agente especial del Buró Federal de Investigaciones en su oficina de Chicago, especializándose en crimen organizado y corrupción pública de 1989 a 1994. Es miembro de la Sociedad de Exagentes Especiales del Negociado Federal de Investigaciones. En 2017, Rogers fue entrevistado para ser el nuevo director del FBI después del despido de James Comey.

## Senado del estado de Míchigan
Fue elegido por primera vez en 1994. En 1998 ganó un segundo mandato con el 68% de los votos.
Representó a tres condados: Clinton, Livingston y Shiawassee. Se desempeñó como líder de la mayoría de 1999 a 2000.
Rogers redactó una legislación que crea el Programa de Ahorro para la Educación de Míchigan. 

## Cámara de Representantes de Estados Unidos

### Elecciones
Rogers fue elegido como republicano por el octavo distrito de Míchigan para la Cámara de Representantes de los Estados Unidos en una de las contiendas por el Congreso más reñidas del país en 2000. Derrotó a la senadora estatal demócrata Dianne Byrum por 111 votos para ganar el escaño del distrito 8 que dejó abierto Debbie Stabenow. Sin embargo, el distrito fue rediseñado para que tuviera mayor demografía republicana tras los nuevos distritos de 2002. Perdió su participación en el condado de Genesee, fuertemente demócrata, pero tuvo un mejor desempeño hacia las localidades del este, hacia la parte norte sólidamente republicana del condado de Oakland, y también ganó el condado de Clinton, de tendencia republicana, al norte de Lansing.

### Término

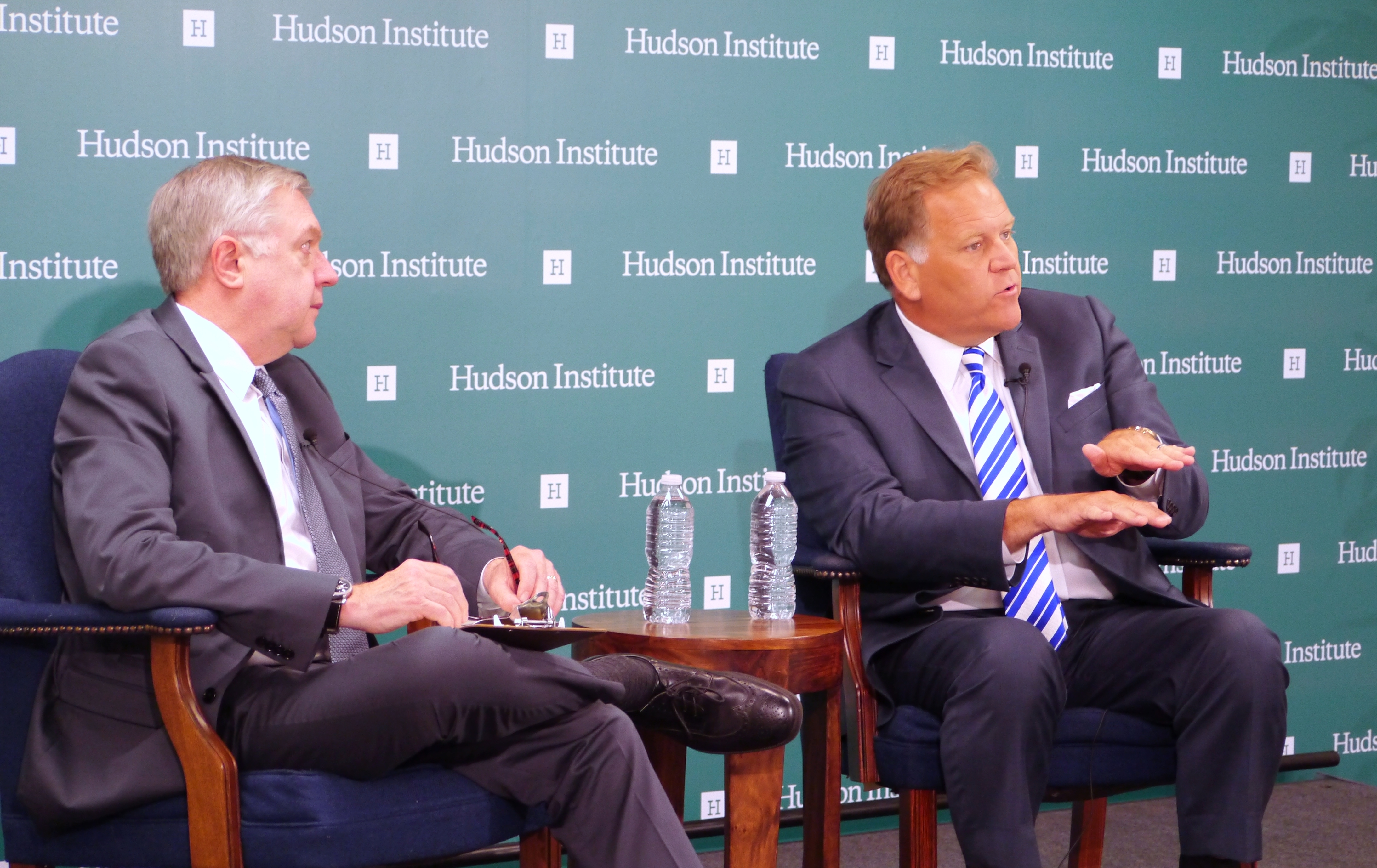
Mike Rogers habló en el Hudson Institute sobre Peligro claro y presente: enfrentar la amenaza cibernética de China y Rusia.

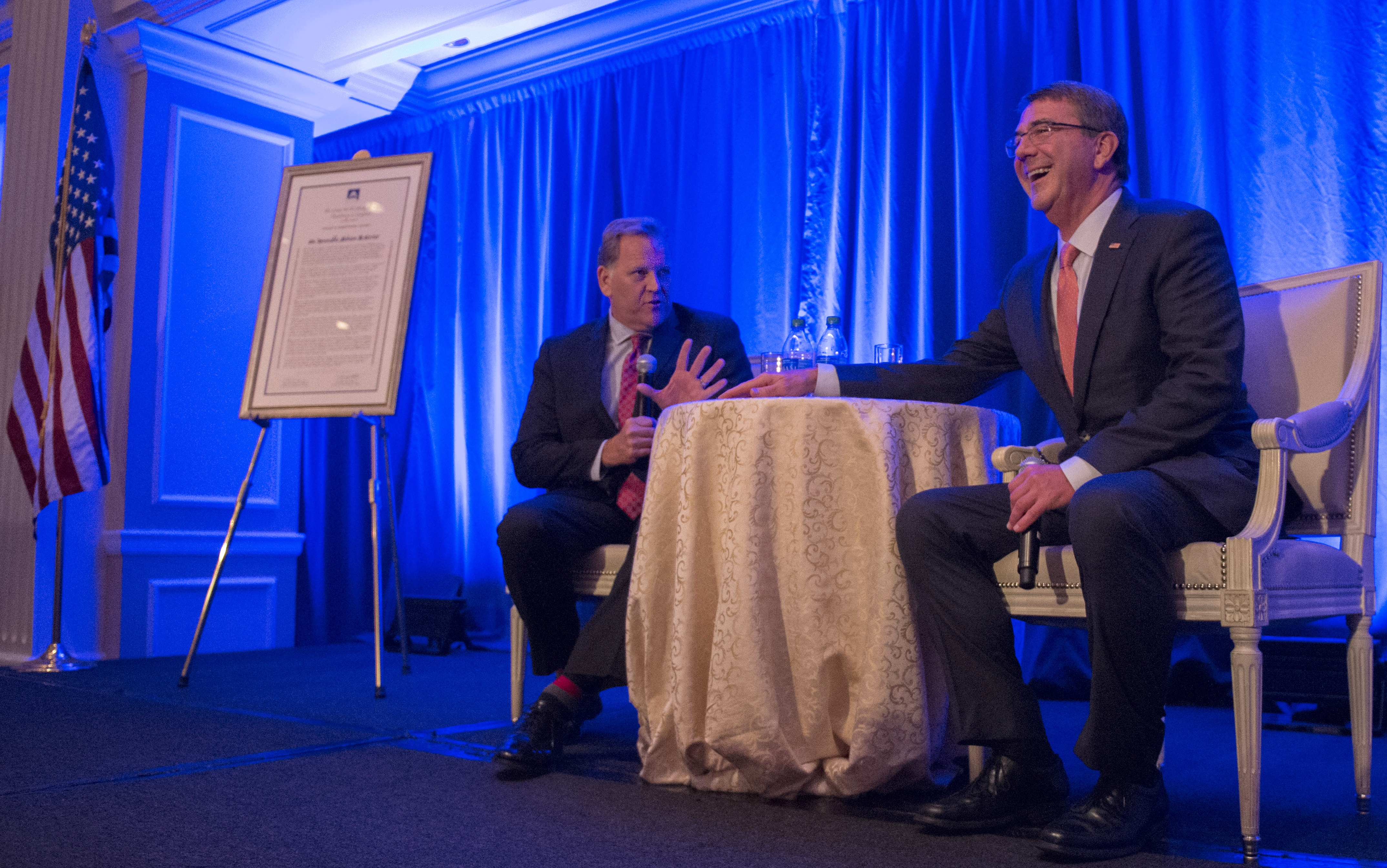
Mike Rogers y el Secretario de Defensa Ash Carter hablaron durante la cena de entrega de premios Eisenhower del Centro de Estudios de la Presidencia y el Congreso.

La medida de Rogers para hacer que los planes de ahorro para la educación estén libres de impuestos federales se adoptó en 2003 (Ley de Reconciliación de Crecimiento Económico y Alivio Fiscal de 2001). Su programa de cuentas de ahorro para la salud para familias de bajos ingresos cubiertas por Medicaid se convirtió en ley el 8 de febrero de 2008.
Rogers fue el patrocinador principal de la Ley de Respeto a los Héroes Caídos de Estados Unidos, proyecto de ley HR 5037, que fue promulgada por el presidente George W. Bush el 29 de mayo de 2006.
La CBO ha dicho que el HR 1206 de Rogers para facilitar que los estados obtengan exenciones de algunos requisitos de índice de pérdidas médicas agregaría $1.1 mil millones al déficit entre 2013 y 2022.
El 30 de noviembre de 2011, Rogers presentó la Ley de Protección e Intercambio de Inteligencia Cibernética (CISPA).
Rogers presentó y apoyó la Ley de Autorización de Inteligencia para los años fiscales 2014 y 2015 (HR 4681; 113.er Congreso), un proyecto de ley que autorizaría una variedad de agencias de inteligencia y sus asignaciones para los años fiscales 2014 y 2015.
En marzo de 2014, Rogers anunció que no buscaría un octavo mandato en el Congreso. Posteriormente lanzó "Algo en qué pensar", un segmento de radio diario. El exsenador del estado de Míchigan, Mike Bishop, ganó las primarias republicanas y derrotó al retador demócrata Eric Schertzing.

### Asignaciones del comité
- Comité de Energía y Comercio
  - Subcomité de Comunicaciones y Tecnología
  - Subcomité de Salud
- Comité Selecto Permanente de Inteligencia (Presidente)
  - Como presidente del comité en pleno, puede actuar como miembro ex officio de todos los subcomités.

## Vida personal
Rogers ha estado casado con su esposa Kristi Rogers desde 2010. Tiene dos hijos. El hermano mayor de Rogers, Bill, fue representante estatal en Míchigan.
Rogers forma parte de la junta directiva del Atlantic Council. También es presidente David M. Abshire en el Centro para el Estudio de la Presidencia y el Congreso, miembro principal del Proyecto de Inteligencia en el Centro Belfer de la Universidad de Harvard, miembro de la Junta de Asesores del Instituto de Seguridad Nacional de la Universidad George Mason, y presidente del consejo directivo de Mitre Corporation.